# Rajmund Habřina
Rajmund Habřina, rodným jménem Raimund Chatrný (20. září 1907, Příbram na Moravě – 2. dubna 1960, Brno) byl moravský učitel, básník, novinář a spisovatel.

## Život
Narodil se v rodině domkaře a horníka Raimunda Chatrného (1872) a Marie Burešové (1870). Vystudoval klasické gymnázium v Brně v letech 1919–1928 (1924–1925 Gymnázium Třebíč) a potom Filozofickou fakultu Masarykovy univerzity. Doktorát z filosofie získal roku 1933. R. 1935 se oženil s Ludmilou Říhovou.
Od roku 1930 působil ve školství. Nejprve jako učitel v gymnáziu, ke konci kariéry jako jeho ředitel. Byl členem Moravského kola spisovatelů a hlásil se ke skupině ruralistů. Při psaní čerpal náměty především z historie Moravy. V době okupace byl vězněn v koncentračním táboře, což se posléze odráží v tématech jeho následných prací.

### Tvůrčí jméno
Rodnou obcí spisovatele Rajmunda Habřiny protéká potok Habřina. Je zde tedy pravděpodobná souvislost pojmenování.

## Dílo

### Básně
- Marný smích k věčnosti – grafická úprava Eduard Milén. Brno: Joža Jícha, 1930
- Panychida za krále Alexandra – obálka Františka Bílkovského. Brno: Novina pro českoslovansko-jihoslovanskou ligu, 1934
- Píseň svatební – Brno: Adolf Gajdoš, 1935
- Moravští básníci rakvickým dětem – Habřina et al. Brno: MKS, 1936
- Ze všech nejkrásnější--: výbor veršů brněnských básníků – sestavil a bibliografickými poznámkami opatřil Bohumil Penka. Brno: Pokorný a spol., 1936
- Sasanky – Brno: MKS, 1938
- Gusenský pochod – Brno: Svaz osvobozených politických vězňů, 1945
- Nesmrtelným mučedníkům: 1939–1945: báseň – text a úprava Vincenc Král. Brno: Tělocvičná jednota Sokol, 1945
- Vězeň za dráty: K. L. Mauthausen – kresby Bohumil Lonek. Praha: Jaroslav Zíta, 1945

### Spisy
- Světla nad Kralicemi: eseje – Brno: Jan Loužil, 1931
- František Bílkovský – Brno: Adolf Gajdoš, 1934
- Legendy vzpoury – Brno: Družstvo MKS, 1934
- Březina a Nietzsche: eseje – Olomouc: Čeněk Beran, 1935
- Josef Koudelák básník nové Hané – Olomouc: Č. Beran, 1935
- Kralická tiskárna – ve výtvarné spolupráci Fr. Bílkovského. Brno: MKS, 1936
- Na okraj Elplova uvedení básníka Adyho do češtiny – Brno: František Černovský, 1936
- O dnešní ženě: přednáška – Brno: Rodičovské sdružení při III. čsl. státním reálném gymnáziu, 1936
- Ohnivá země: román – Praha: Novina, 1938
- Silvio Pellico – 1938
- Těsnohlídkův strom – Edvard Valenta, Rajmund Habřina, Pavla Křičková; za redakce Rajmunda Habřiny a v úpravě Ed. Miléna. Brno: MKS, 1938
- Jan Adam z Víckova: historický román – Olomouc: Romuald Promberger, 1939
- Setkání: bibliofilie – [Setkání Arne Nováka s Josefem Dobrovským]. Brno: MKS, 1940
- Věnec z klokočí: kniha historických balad – dřevoryty Heleny Bochořákové-Dittrichové. Praha: Miroslav Stejskal, 1941
- Krvavý účet – na zážitkový námět Františka Štrunce napsal Rajmund Habřina; ilustrace a grafická úprava Vilém Mužík. Brno: Klub Kounicových kolejí (KKK), 1946
- Nadčlověk a nadnárod: kapitoly jen časové? – Brno: KKK, 1946
- Kožlanský vítěz na Náměšti: esej – s obálkou a kresbami Františka Süssra. Náměšť nad Oslavou: MNV, 1947
- Padlým bojovníkům: památník k uctění svých velkých mrtvých z doby nacistické okupace – Brno: Dobročinný spolek národní bezpečnosti, 1947
- O jedné zneužité národní tradici – Praha: Ústřední výbor Katolické akce, 1950
- Zbraň míru: na pamět 10. výročí prvních poprav v Kounicových kolejích v Brně – předmluva Jaroslav Pernica. Praha: Mír, 1951
- Kaunicovy koleje – Jaroslav Pernica, Rajmund Habřina. Praha: SPB, 1953
- Památná místa boje českých zemí proti fašismu – Václav Dědek, R. Habřina, Vojtěch Holeček, Vladimír Konopka, Táňa Kulišová, Petr Pech, J. Pernica, Vladimír Třeštík, M. Volf. Praha: Mír, 1953

### Drama
- Hrdinské bolesti: dvě italské tragédie – Mirek Elpl, Rajmund Habřina; úvod k oběma rozhlasovým hrám napsal Dalibor Chalupa. Brno: MKS, 1937
- Valašská stráž: drama o čtyřech dějstvích – Brno: MKS, 1938

### Jiné
- Čtvrt století Moravského kola spisovatelů: almanach k 25letému trvání MKS – uspořádaný za redakce Antonína Veselého, Rajmunda Habřiny a Mirka Elpla; výtvarná spolupráce František Bílkovský. Brno: MKS, 1937
- Na kopané – verše Ivana Blatného; výtvarně zpracoval Kamil Lhoták; za redakce Rajmunda Habřiny. Blansko: Karel Jelínek, 1946
- Golgata: věčné memento brněnských žalářů: 1939–1945 – redigovali Rajmund Habřina a Jaroslav Zatloukal; fotografie: Zdeněk Minařík. Brno: KKK, 1946
- Žalm Moravy: sborník – pořadatel a redaktor Rajmund Habřina; fotografie Zdeněk Minařík. Brno: Mír, 1948
- Čtení dětem 1949: bezplatná příloha Kalendáře Míru na rok 1949 – redakce Rajmund Habřina; ilustrace Jaroslav Lukeš. Brno: Mír, 1949
- Učební texty pro jazyk český: část literární. 2., Výběr ukázek z české a slovenské literatury od doby obrozenské – sestavily Věra Kratochvílová a Růžena Skálová; ukázkami doplnil a poznámkami opatřil Rajmund Habřina. Praha: SPN, 1953

Překlady
- Čin – Vladimir Levstik; ze slovinštiny. Praha: L. Mazáč, 1936